# El mundo de horror de Dario Argento
El mundo de horror de Dario Argento (en italiano: Il Mondo dell'orrore di Dario Argento) es un documental italiano de 1985 dirigido por Michele Soavi, que explora la carrera del cineasta Dario Argento.

## Sinopsis

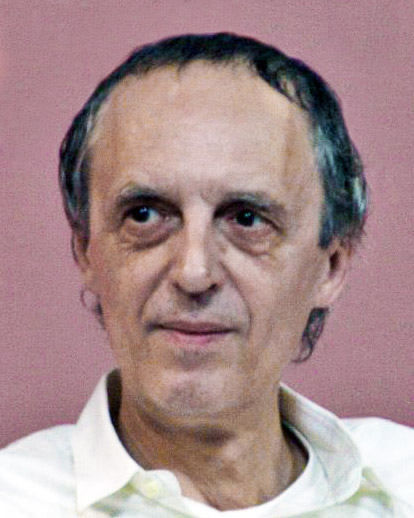
El filme explora la carrera e influencia del cineasta Dario Argento.

El documental presenta entrevistas con Argento y varias estrellas de las películas que ha dirigido, así como extensos clips y material entre bastidores de sus filmes. Incluye segmentos centrados en temas como el trabajo de cámara en Suspiria, la banda sonora de Inferno, el manejo de miles de insectos en Phenomena, el maquillaje de Tom Savini en Dawn of the Dead, y los efectos especiales en Demonios.

## Recepción
Un crítico anónimo de la revista Fangoria, quien encontró la película "fascinante pero también extrañamente entrañable", señaló que el documental es "una guía inicial para los estadounidenses que quieran saber por qué tanto alboroto con este visionario escritor-director". Tim Lucas manifestó que el documental era "fascinante" y ofrecía muchas escenas que en su momento fueron cortadas de los estrenos estadounidenses, como El pájaro de las plumas de cristal, El gato de las nueve colas, Cuatro moscas sobre terciopelo gris, Tenebrae y Suspiria. También afirmó que la película "es un verdadero logro por su retrato de la intensidad y la dedicación profesional de Argento, que claramente merece ser tomado más en serio por el público, los críticos y los distribuidores de cine estadounidenses".